# 科奇什·拉约什
科奇什·拉约什（匈牙利語：Kocsis Lajos，1947年6月18日—），匈牙利男子足球运动员。他曾代表匈牙利参加1968年和1972年夏季奥林匹克运动会足球比赛，共获得一枚金牌和一枚银牌。